# فیات ۵۱۴
فیات ۵۱۴ (Fiat 514) خودرویی است که در سال‌های ۱۹۲۹ تا ۱۹۳۲تولید شده‌است.
طراحی آن خودروهای موتور جلو-محور عقب بوده است.
موتور آن ۱۴۳۸ سی‌سی سیستم جعبه‌دندهٔ آن ۴ دنده به صورت دستی است.

## نگارخانه

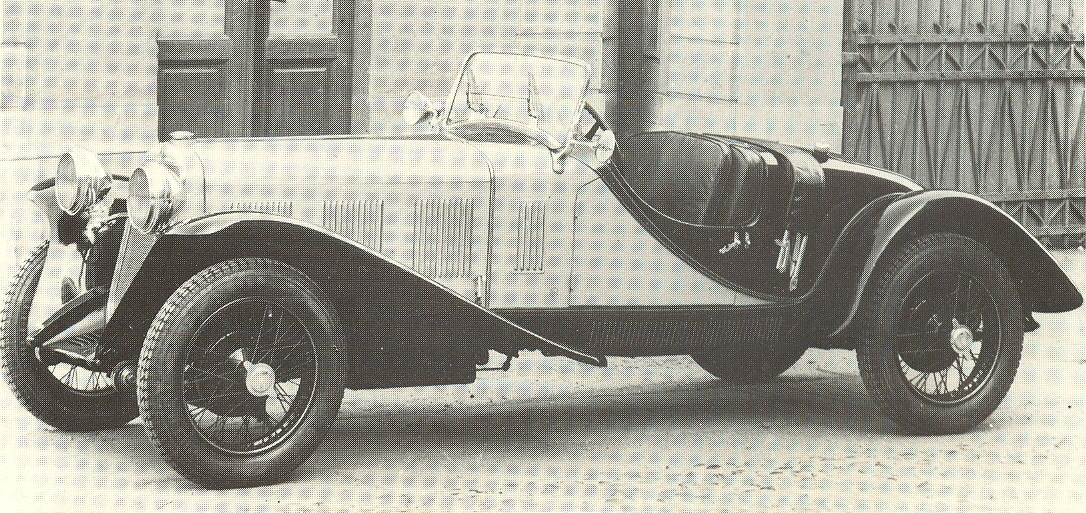
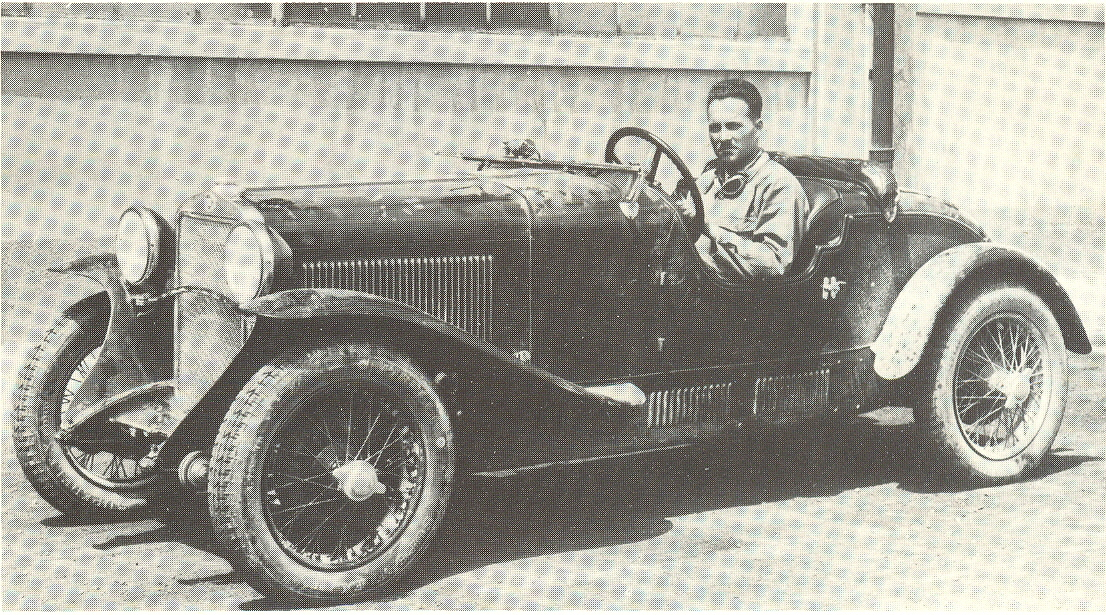
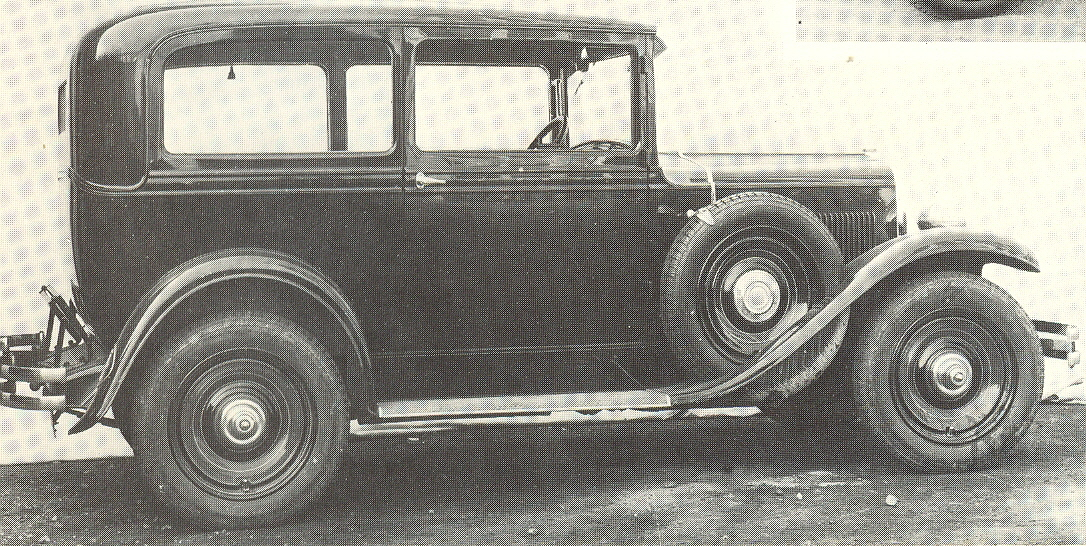
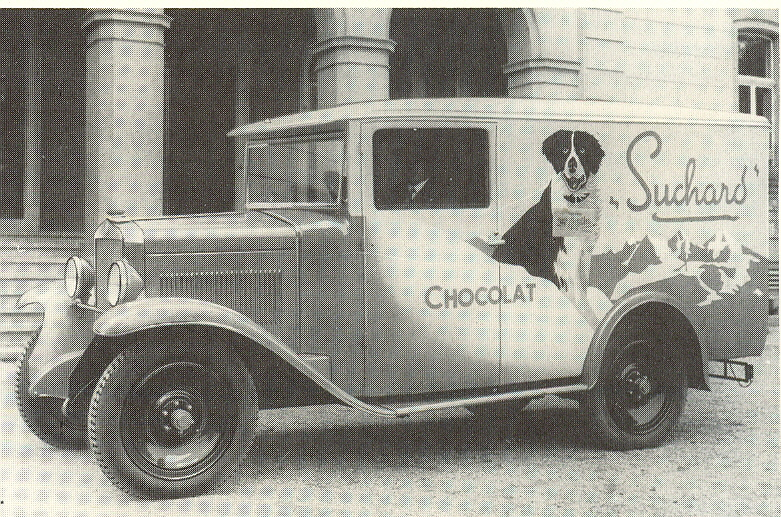
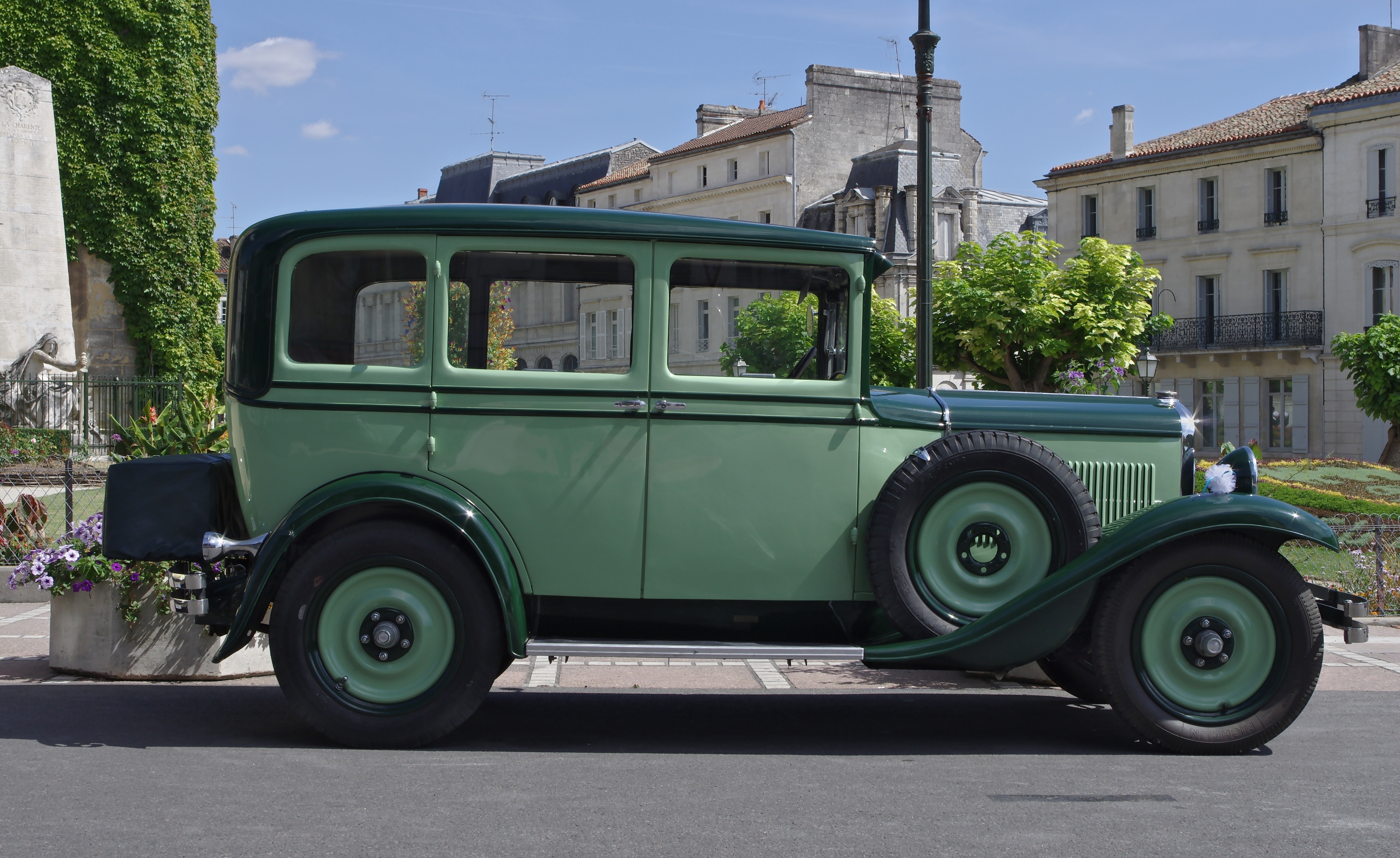